# Lauterbach (Selb)
Lauterbach je německá pohraniční vesnice, místní část města Selb v zemském okrese Wunsiedel im Fichtelgebirge v Bavorsku. Leží zhruba 1,5 km severně od Erkersreuthu, od Aše je vzdálena asi 5 kilometrů. Vesnicí protéká potok Lauterbach. V obci se nachází autobusová zastávka. Nedaleko od obce vede silnice vedoucí z Aše k dálnici A93. Přes vesnici také vede cyklotrasa, která začíná a končí v Rehau. Její délka je 46 km.

## Historie
Během první světové války padlo 8 místních občanů a jednoho se nepodařilo najít a je stále veden jako pohřešovaný.
Během druhé světové války padlo 8 mužů a 5 je stále vedeno jako pohřešovaných. Jeden z místních rodáků, kteří padli během druhé světové války je pohřeb na hřbitově v Brně.